# بوتنو
بوتنو (به لهستانی:  Bełtno) یک روستا در لهستان است که در گمینا شویدوین واقع شده‌است. بوتنو ۱۷۴ نفر جمعیت دارد.